# Speak Now (песня)
«Speak Now» (с англ. — «Скажите сейчас») — песня американской певицы Тейлор Свифт при участии Коулби Кэйллат, вышедшая 5 октября 2010 года в качестве промосингла с её третьего студийного альбома Speak Now (2010).
Свифт написала песню о том, как прервать свадьбу, после разговора со своей подругой, чей бывший парень скоро женится на ком-то другом, и о том, что ей приснился сон, что один из её бывших парней женится на другой девушке. Песня представляет собой повествование с точки зрения человека, который разбивает свадьбу своей бывшей любви в попытке вернуть его.

## История
Песня «Speak Now» была написана Свифт, как и все композиции альбома.
Песня была вдохновлена историей её подруги и её школьного бойфренда. После окончания школы пара пошла разными путями — с мыслью, что они снова будут вместе. Однажды подруга сообщила Свифт, что её школьный парень скоро женится. «Он встретил девушку, ужасного, подлого человека, из-за которой он полностью перестал общаться со всеми своими друзьями, отрезал себя от семьи. Она полностью изолировала его», — сказала Свифт. Она спросила свою подругу, не могла бы она «поговорить сейчас». Недоумевая, подруга попросила объяснений, и та ответила: «Знаешь, штурмуй церковь. Говори сейчас или вечно храни молчание». Я пойду с тобой. Я буду играть на гитаре. Это было бы здорово". Подруга Свифт сочла это забавным и посмеялась над идеей.
После разговора с подругой Свифт глубоко задумалась о том, как трагично было бы, если бы любимый человек женился на другой. В ту ночь Свифт увидела сон, в котором один из её бывших парней женился на другой девушке. Для неё это означало, что она должна написать песню о срыве свадьбы. Оглядываясь назад, она заключила: «Мне нравится думать об этом как о противостоянии добра и зла. И эта девушка просто полностью — просто зло». Свифт назвала альбом Speak Now, потому что это соответствовало концепции альбома, где каждая песня — это отдельное признание человеку. «Она называется „Speak Now“, и это относится к альбому как к концепции и как ко всей теме пластинки больше, чем я могу даже сказать», — сказала она.
Песня была выпущена в качестве промо-сингла 5 октября 2010 года в рамках эксклюзивной кампании Countdown to Speak Now, запущенной iTunes Store.

## Композиция
«Я слышу, как проповедник говорит /
„Скажите сейчас или умолкните навек!“ /
Тишина… Это мой последний шанс. /
Я встаю, у меня трясутся руки, /
Все смотрят на меня, /
У всех взгляды, полные ужаса, /
Но я смотрю только на тебя… »

«Speak Now» это кантри-поп-трек продолжительностью четыре минуты и две секунды. В нём преобладает композиция поп-музыки, переплетающаяся с различными элементами кантри. Песня имеет умеренный темп 120 ударов в минуту и написана в тональности соль мажор, а вокал Свифт охватывает две октавы, от A3 до D5.

## Отзывы
Композиция получила положительные отзывы критиков и обозревателей. Саймон Возик-Левинсон из журнала Entertainment Weekly назвал «Speak Now» одной из лучших песен Свифт и добавил: «Её выразительное исполнение текстов компенсирует любые недостатки техники вокала». Он пришел к выводу, что не мог перестать играть песню после того, как услышал её. Билл Лэмб из About.com назвал песню «великолепной» и продолжил: «Песня милая, забавная, дерзкая и острая одновременно. Тейлор Свифт остаётся одним из наших самых одаренных молодых авторов текстов». С другой стороны, Джонатан Киф из журнала Slant Magazine считает, что песня «Speak Now» является примером неспособности Свифт «авторитетно писать о чем-либо, кроме того, как прекрасны мальчики, или как мальчики отстойны, или как мечты о мальчиках приведут её куда-то лучше, чем туда, где она находится сейчас».

## Коммерческий успех
«Speak Now» вошёл в Billboard Hot 100 на восьмом месте благодаря крупным продажам в объёме 217 000 цифровых загрузок. С появлением на той неделе в чарте «Speak Now» стал шестым дебютным треком с альбома Свифт в десятке лучших и, следовательно, установил отметку, которая сделала Свифт музыкантом с наибольшим количеством дебютов в первой десятке в истории Billboard Hot 100, превзойдя достижение равное пяти хитам в лучшей десятке Мэрайи Кэри с 1995 по 1998 год. В других странах Северной Америки трек дебютировал под восьмым номером в Canadian Hot 100. В Австралии «Speak Now» дебютировал на двадцатой строчке.

## Концертные исполнения

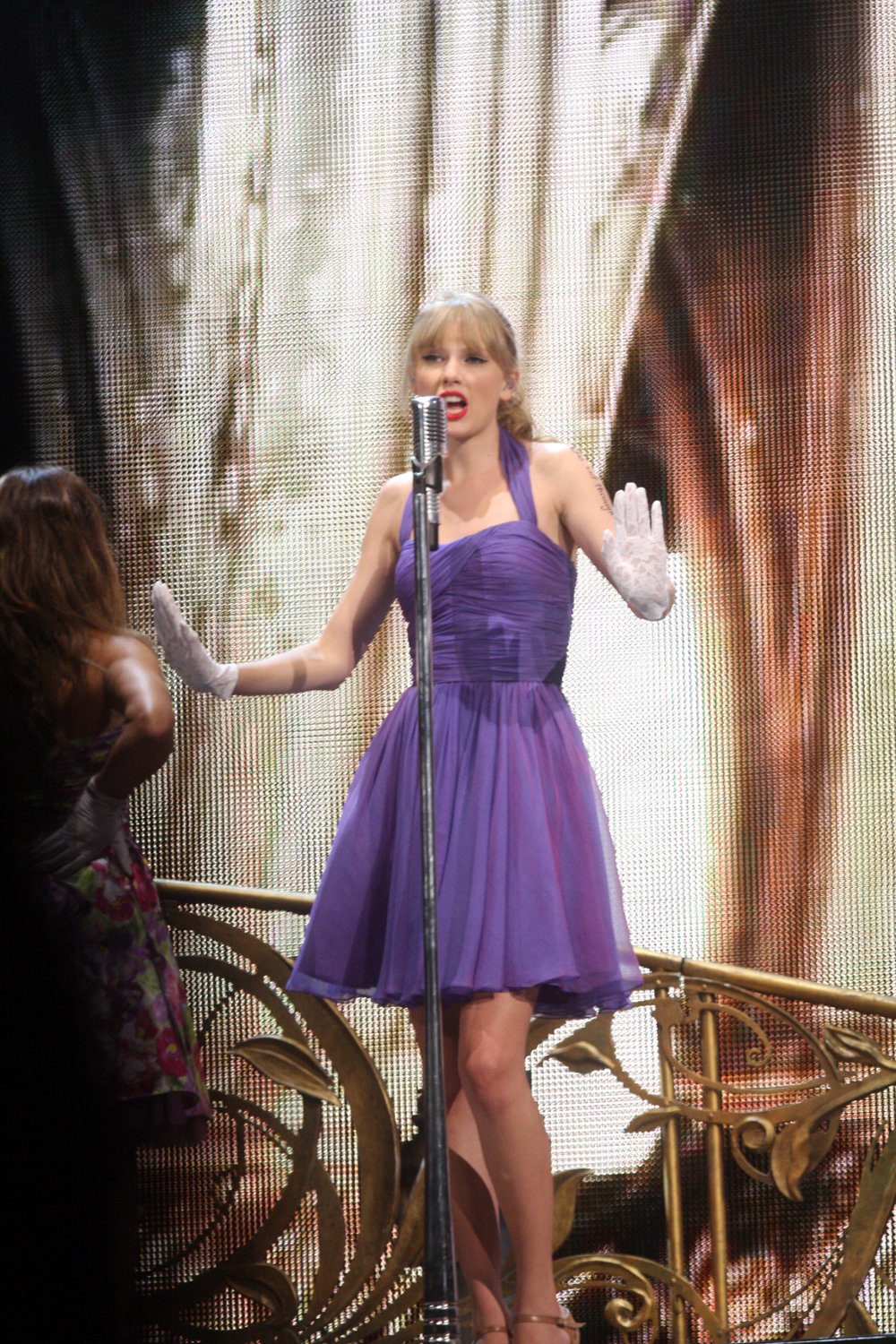
Свифт исполняет «Speak Now» во время мирового турне Speak Now World Tour

В дебютную неделю выхода альбома Speak Now Свифт исполнила трек «Speak Now» на шоу Late Show with David Letterman.
Песня была исполнена в рамках регулярного сет-листа мирового турне Speak Now World Tour (2011—12). Фрагменты из этого выступления можно увидеть в музыкальном видео на сингл Свифт «Sparks Fly». По словам Джослин Вена из MTV.com, выступление было «очень театральным моментом», в котором «Свифт изобразила, что врывается на свадьбу. В итоге она увела жениха, как поётся в песне, и пара вместе пробежала сквозь толпу». Свифт исполнила песню 22 сентября 2018 года в качестве акустической песни-сюрприза на остановке в Новом Орлеане в рамках тура Reputation Stadium Tour.

## Чарты
| Чарт (2010)                                | Высшая позиция |
| ------------------------------------------ | -------------- |
| Австралия (Australian Singles Chart)       | 20             |
| Канада (Billboard Canadian Hot 100)        | 8              |
| Новая Зеландия (New Zealand Singles Chart) | 34             |
| США (Billboard Hot 100)                    | 8              |
| США (Billboard Hot Country Songs)          | 58             |

## Сертификации
| Регион | Сертификация | Продажи  |
| --- | ------------ | -------- |
| США (RIAA) | Золотой      | 500 000^ |
| * Данные о продажах приведены только на основе сертификации. · Данные о продажах + прослушиваниях приведены только на основе сертификации. |              |          |

## «Speak Now (Taylor’s Version)»
Подписав новый контракт с Republic Records, Свифт начала перезаписывать свои первые шесть студийных альбомов в ноябре 2020 года. Это решение было принято после публичного спора между Свифт и менеджером талантов Скутером Брауном, который в 2019 году приобрел Big Machine Records, включая выпущенные лейблом мастера альбомов Свифт. Перезаписав свой каталог, Свифт получила полное право собственности на новые мастер-записи, включая лицензирование авторских прав на ее песни, что обесценило старые мастера, принадлежавшие Big Machine.
Перезаписанная версия песни «Speak Now» под названием «Speak Now (Taylor’s Version)» была выпущена 7 июля 2023 года на лейбле Republic Records в рамках альбома Speak Now (Taylor’s Version), третьего перезаписанного альбома Свифт. Альбом был официально анонсирован 5 мая 2023 года на концерте Eras Tour в Нашвилле. Песня «Speak Now (Taylor’s Version)» стала 4-й на альбоме, когда треклист был официально опубликован 5 июня.